# 國光里 (新北市板橋區)
國光里為台灣新北市板橋區轄下之一里，面積約0.055679平方公里。本里位於社後聯合里內，於1965年9月1日由社後里分出，取名以雅正語，寓復興國勢，及為國家爭取光榮之意。轄區內有眷村大庭新村。

## 地理
本里與板橋區其他地域相同，地勢平坦，地質時期屬第四紀完新世完新統之沖積層；東部有大漢溪水系溝渠公館溝流過，現已加蓋成為公館街，為本里與公館里的分界線。
大庭新村一帶過去常有淹水現象發生。

## 交通

### 道路
本里南界有國光路通過，該道路闢建於1986年，作為連結本里西界中正路（市道106號），與毗鄰公館里以東文化路（台3線）的捷徑，亦有與本里東界的公館街交會。

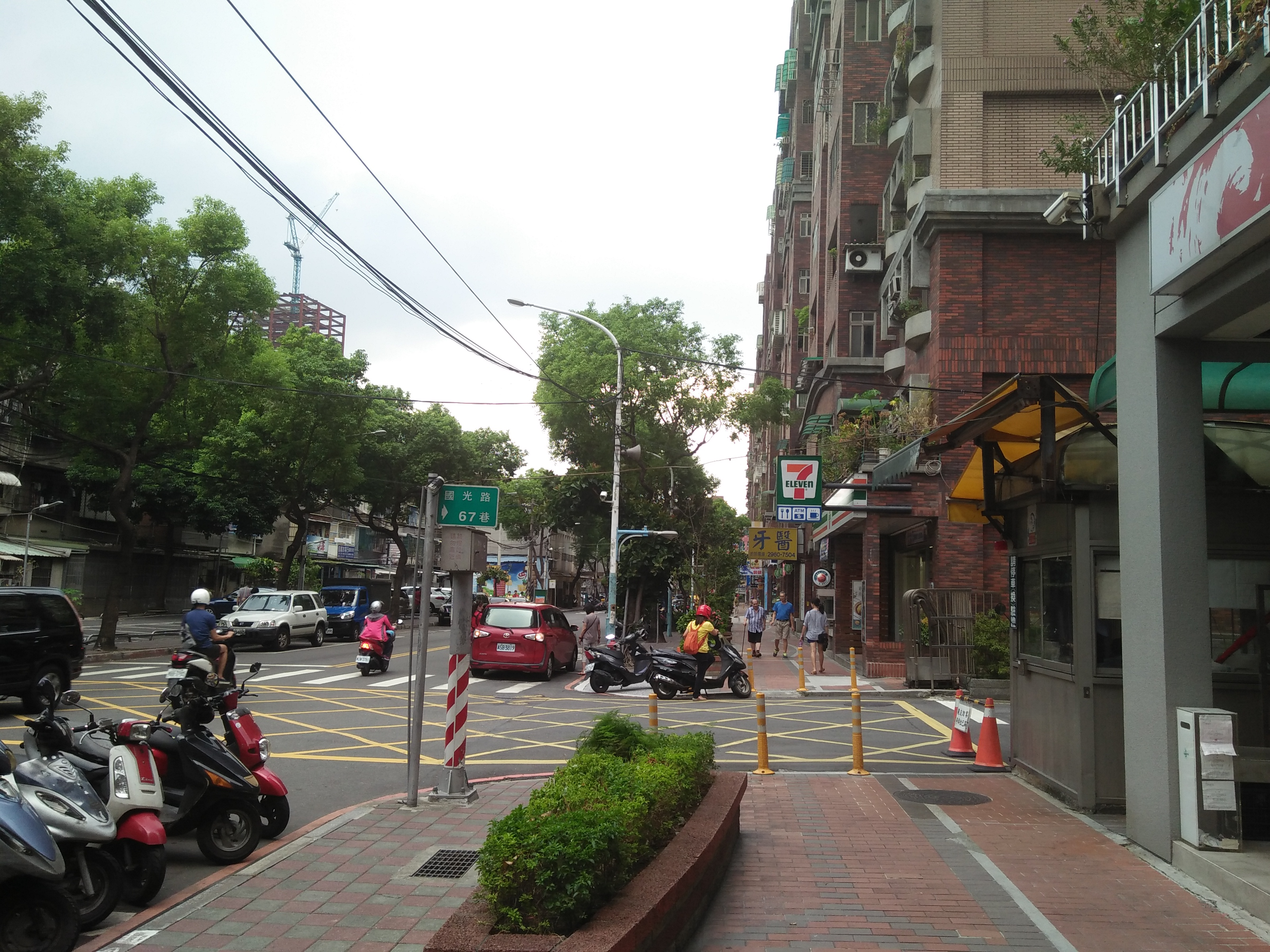
國光路
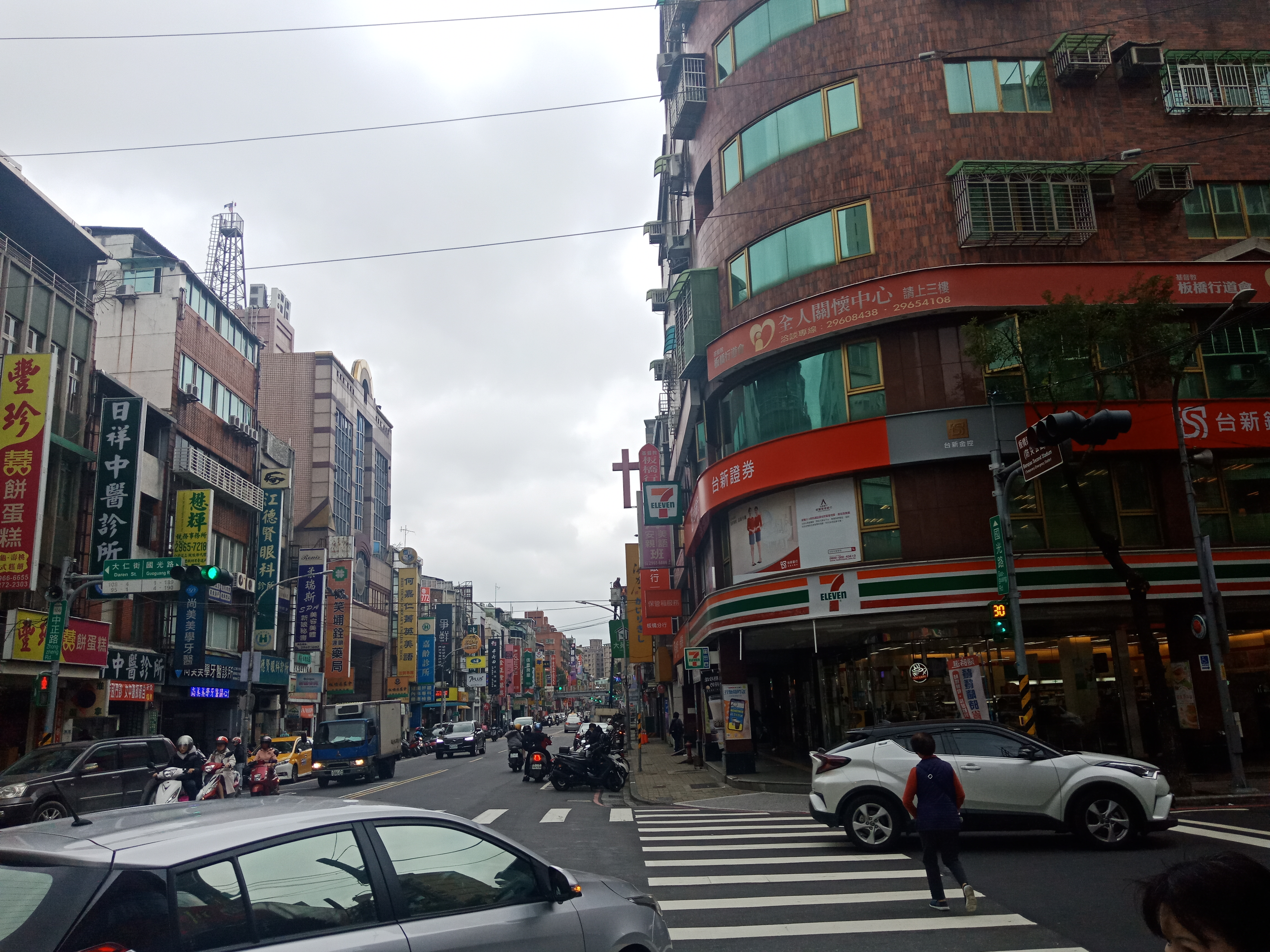
中正路
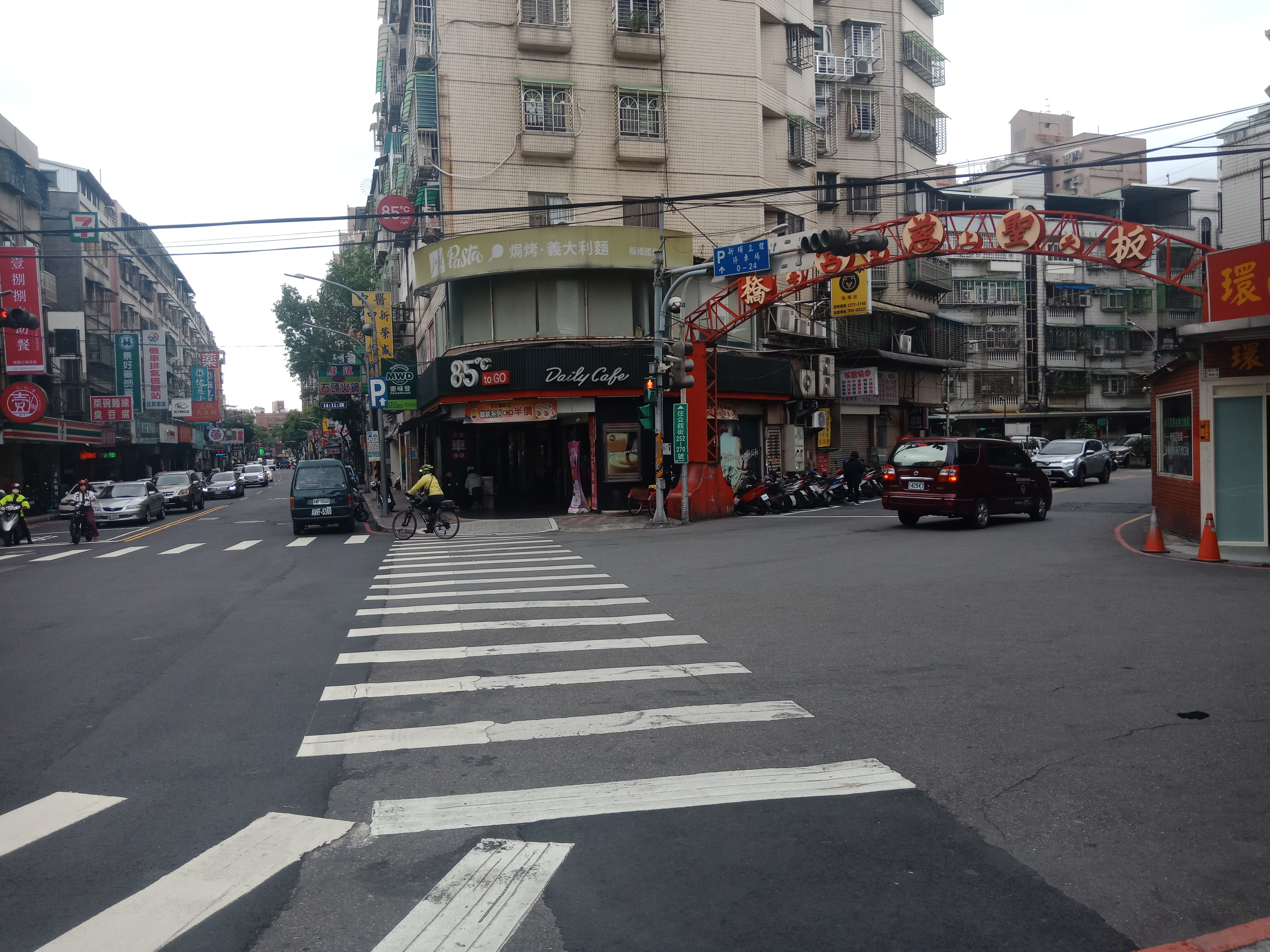
公館街

### 大眾運輸
新北市區公車藍35路線（捷運新埔站—歡仔園）在本里設有國光路及大庭新村等兩座站牌，搭乘至捷運新埔站可轉乘台北捷運板南線、環狀線及其他眾多公車路線。

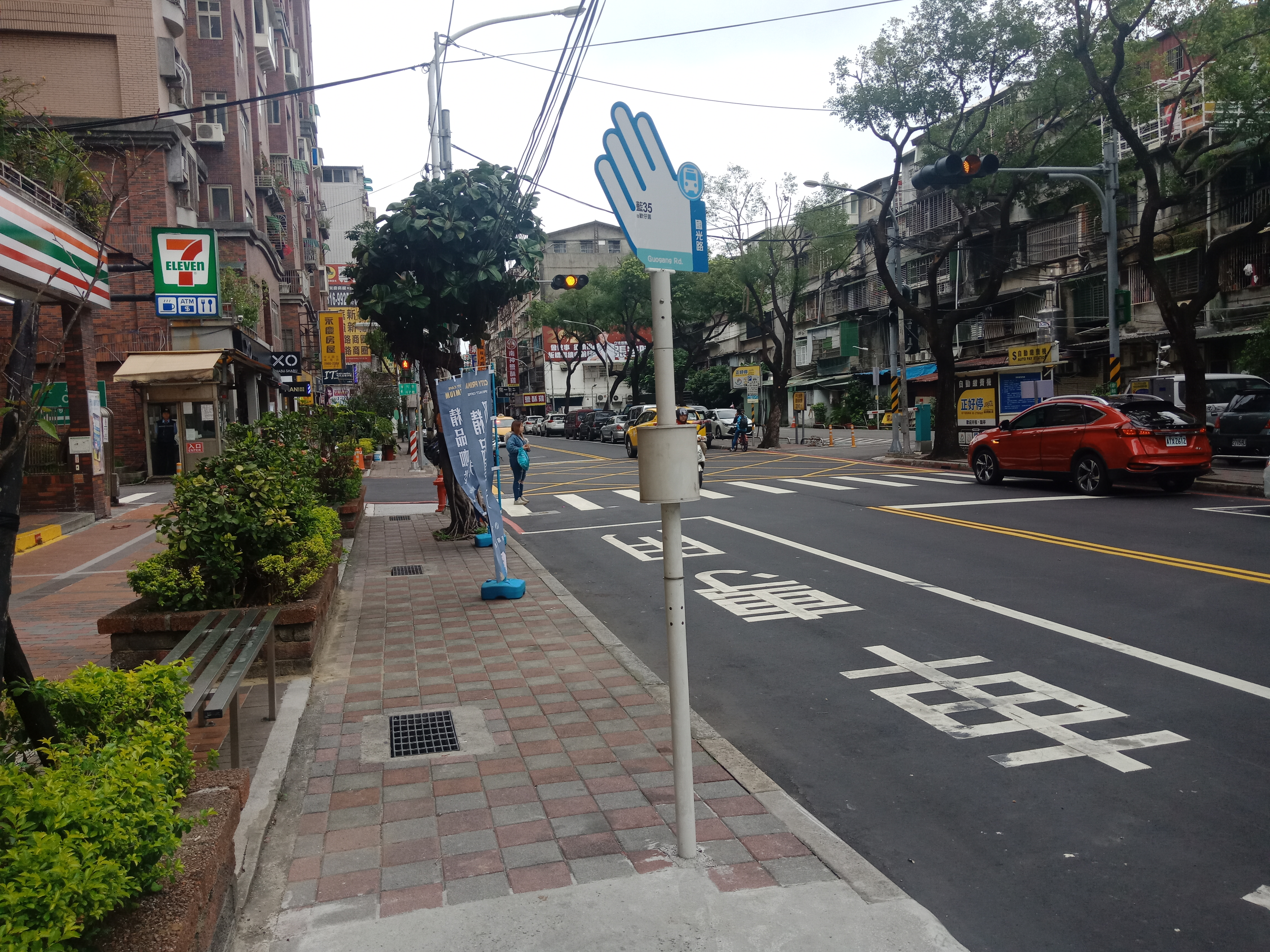
國光路站站牌
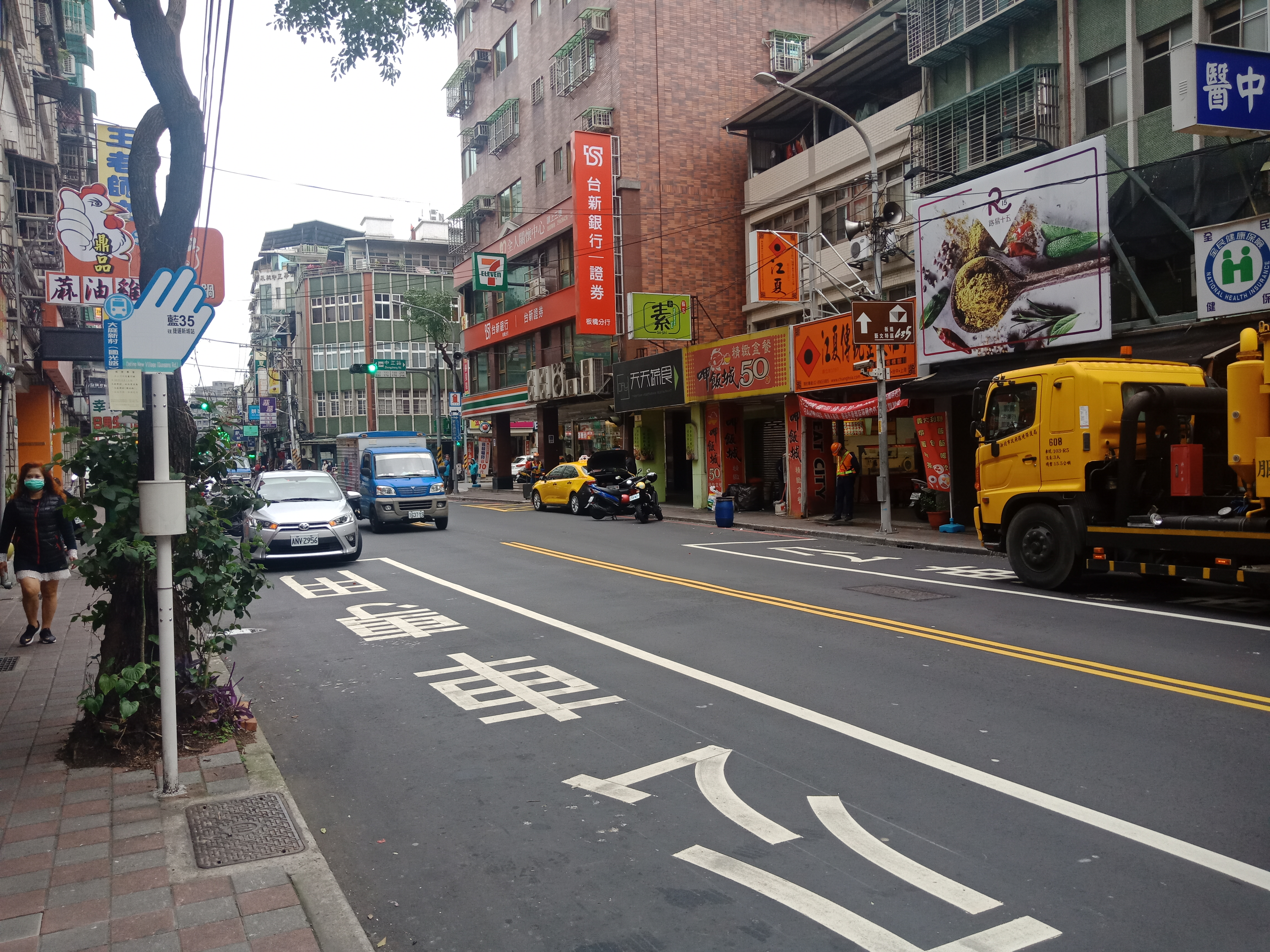
大庭新村站站牌

### 公共自行車
YouBike公共自行車租借系統於國光路南側設有國光里（國光路）租借站。

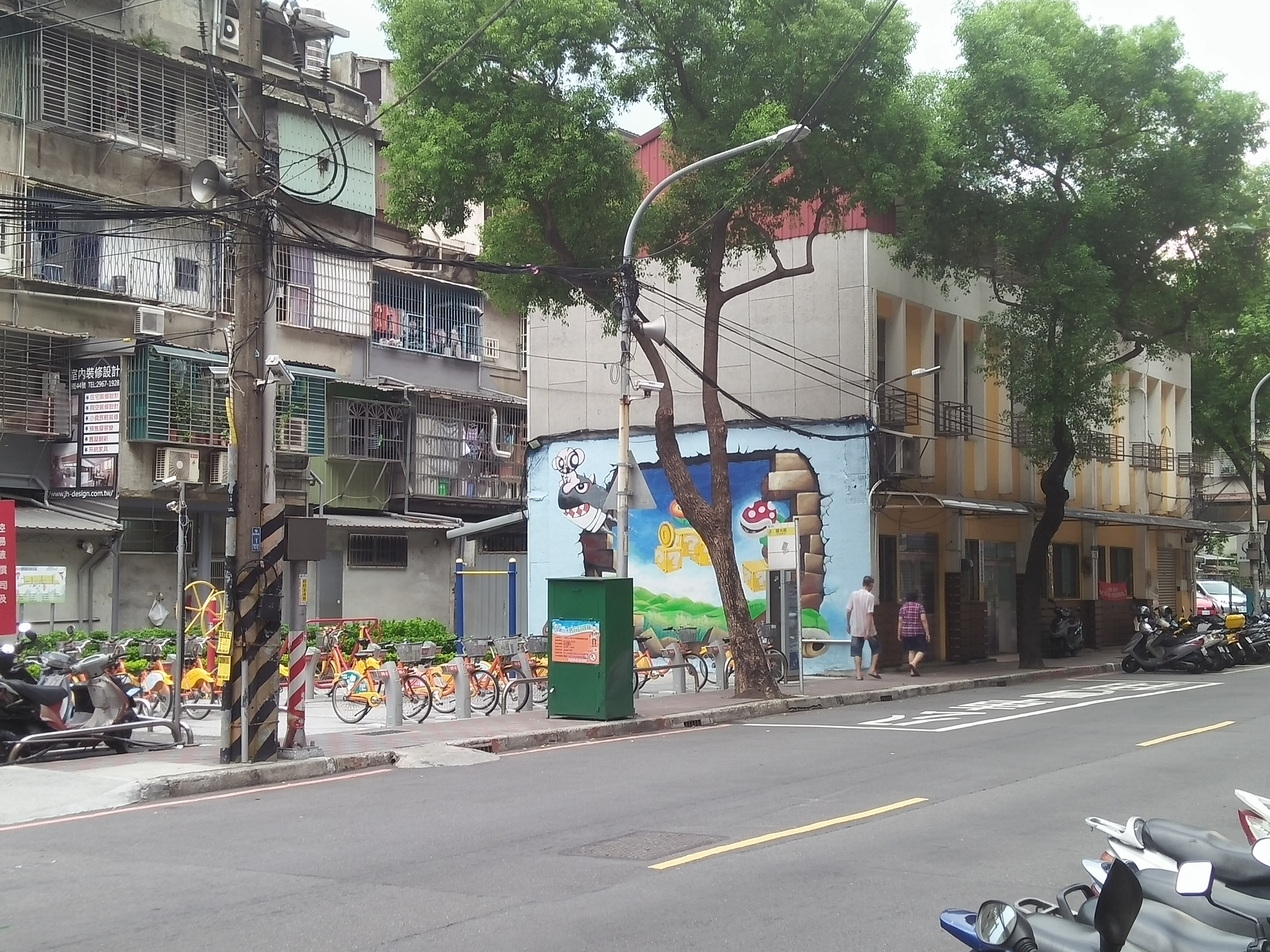
國光里（國光路）租借站

## 公共設施
- 新北市板橋區志願服務協會[10]
- 國光市民活動中心[11]
- 大庭新城活動中心

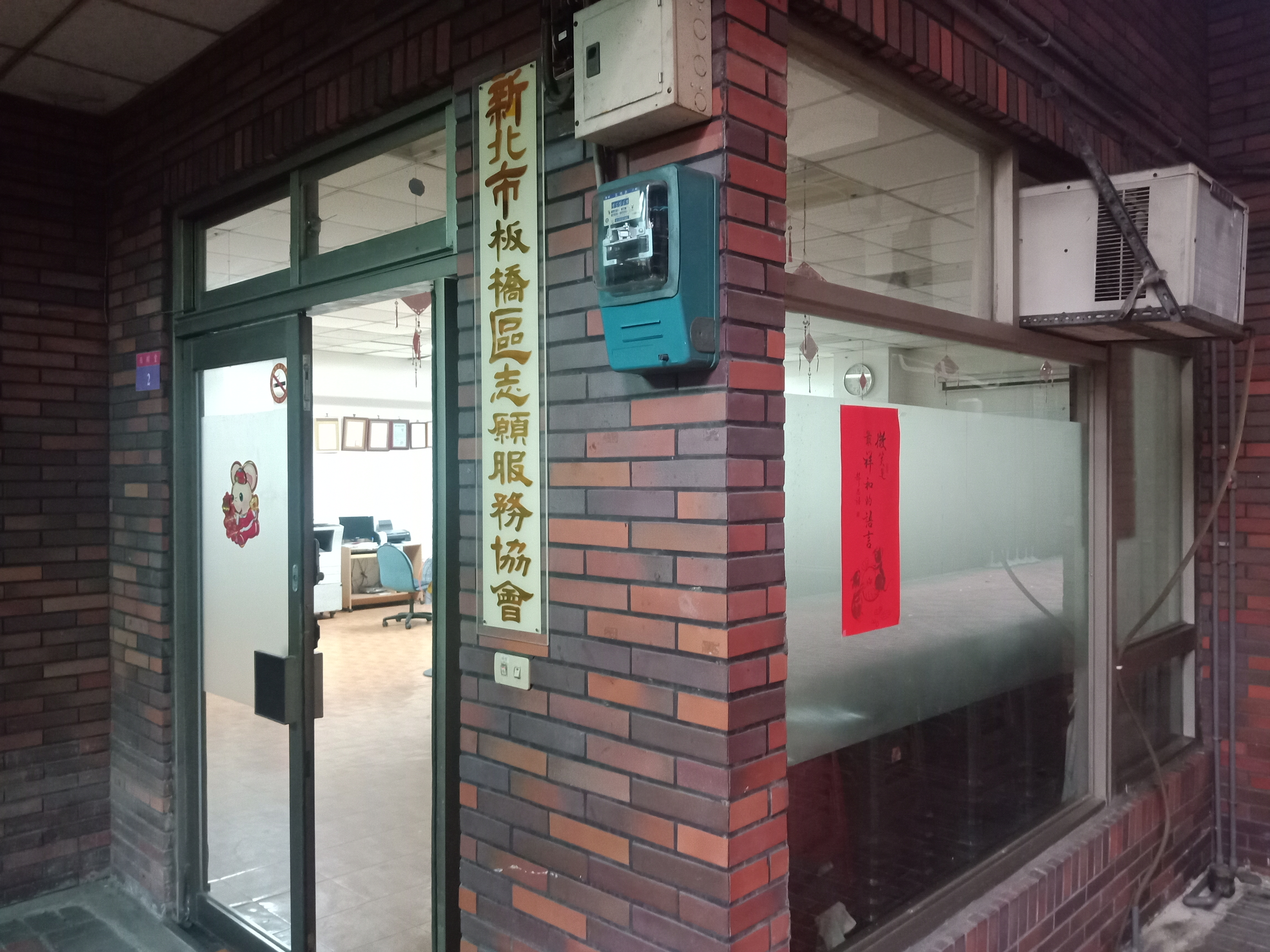
新北市板橋區志願服務協會
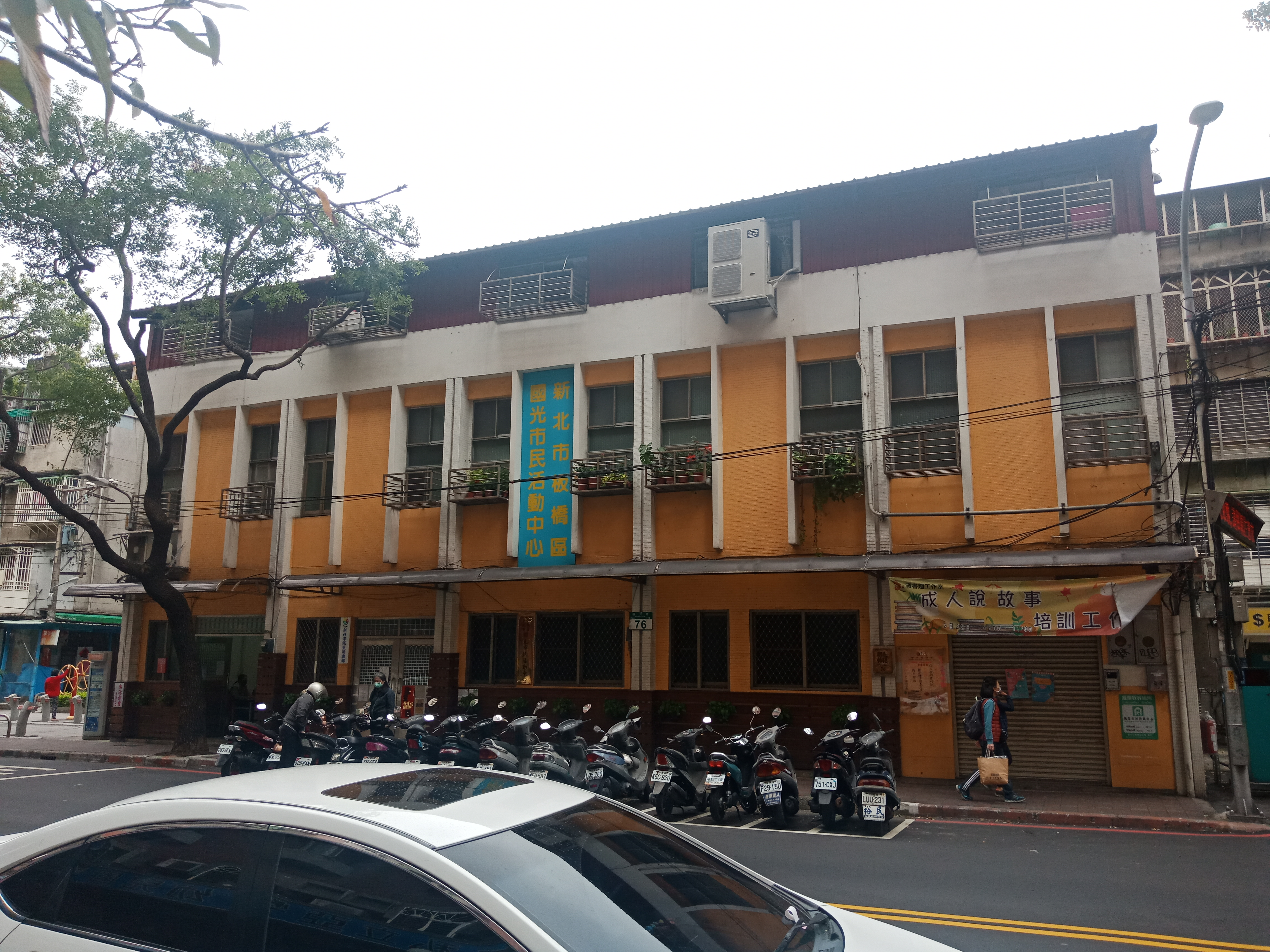
國光市民活動中心
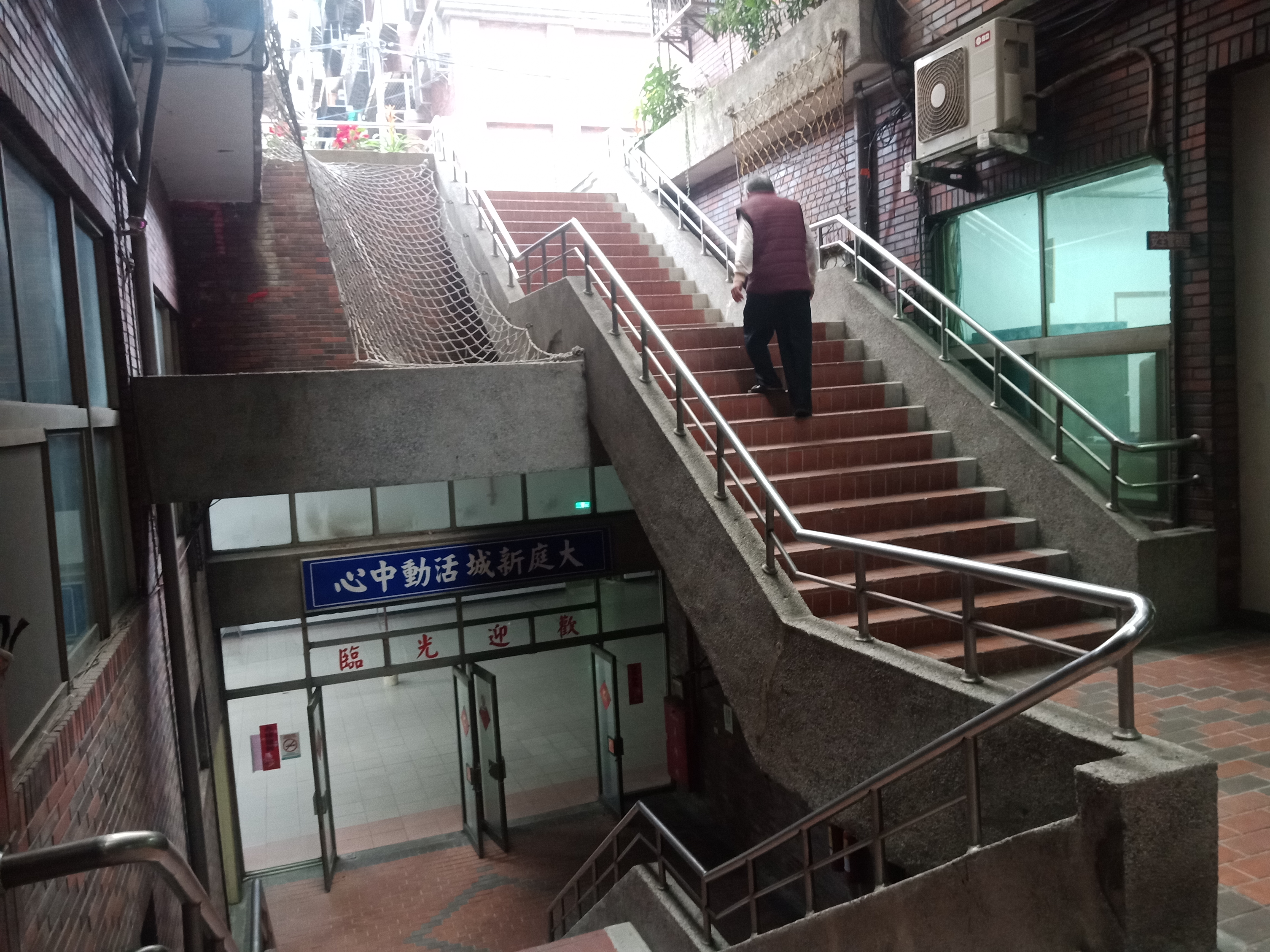
大庭新城活動中心